# Nikolaus II. (Waldsassen)
Nikolaus II. war Abt des Klosters Waldsassen von 1360 bis 1362.
Nikolaus II. wirkte nach Kaspar Brusch abweichend von 1361 bis 1363. Er stammte aus Tachau. Nikolaus II. starb auf einer Reise nach Prag.